# Sankt Eskils kyrka
Sankt Eskils kyrka är huvudkyrka i Österhaninge församling i Haninge pastorat (fr.o.m. 1/1 2018) i Södertörns kontrakt i Stockholms stift.

## Kyrkobyggnaden
Kyrkan ligger i centrala Handen i Haninge kommun och ingår i ett större komplex som inrymmer församlingens och delar av pastoratets expedition och förvaltning. Kyrkan ritades av Janne Feldt och invigdes 1994.
Föregångaren till nuvarande kyrka var ett kapell från 1937 på samma plats som utökades och invigdes som kyrka 1957.

## Inventarier
- Från den gamla kyrkan kommer altaret av sten och dopfunten som tillverkades av Gustavsberg AB 1943 samt krucifixet i trä från Oberammergau skänkt 1937 till det gamla kapellet..

### Orgel
- 1966 byggde Åkerman & Lund, Knivsta, en mekanisk orgel till den gamla kyrkan. Den flyttades 1994 till den nya kyrkan, varefter den våren 1999 skänktes till domkyrkan i församlingens vänort Haapsalu i Estland, där den har byggts om och till.

| Huvudverk I     | Svällverk II      | Pedal      | Koppel |
| Rörflöjt 8'     | Gedackt 8'´       | Subbas 16´ | I/P    |
| Principal 4'    | Gedacktflöjt 4'   | Pommer 8'  | II/P   |
| Blockflöjt 2'   | Principal 2'      | Oktava 4'  | II/I   |
| Sesquialtera II | Cymbel II         | Fagott 16' |        |
| Mixtur III      | Krumhorn 8'       |            |        |
|                 | Tremulant         |            |        |
|                 | Crescendosvällare |            |        |

- Den nuvarande orgeln på 37 stämmor byggdes 1999 av Johannes Menzel Orgelbyggeri i Härnösand.
- Mekanisk/elektrisk funktion med Setzerkombinationer.
- * Stämmor från Uppsala domkyrkas gosskörläktares Setterquistorgel; byggd 1924, riven 1975.
- ** Stämma från/*** vissa pipor från Årsta kyrksals Jacobyorgel; byggd 1970-tal, riven 2011, insatta 2017 av Martin Hausner, Tärnsjö.

| Huvudverk I        | Svällverk II        | Ekoverk III       | Pedal               | Koppel |
| ------------------ | ------------------- | ----------------- | ------------------- | ------ |
| Borduna 16'        | Gedackt 16'         | Flöjt harmonik 8' | Gedackt 32' ***     | I/P    |
| Principal 8' fasad | Basetthorn 8'       | Flöjtprincipal 4' | Violon 16'          | II/P   |
| Gamba 8' *         | Salicional 8' *     | Hålflöjt 2'       | Subbas 16'          | II4'/P |
| Dubbelflöjt 8'     | Voix céleste 8'     | Ekokornett III    | Principal 8' (tr.I) | III/P  |
| Flöjt Amabile 8'   | Rörflöjt 8'         | Klarinett 8'      | Borduna 8'          | II/I   |
| Oktava 4'          | Principal 4'        | Vox humana 8' **  | Oktava 4'           | III/I  |
| Flöjt Amabile 4'   | Flöjt oktaviant 4'  | Tremulant         | Basun 16'           | III/II |
| Kvinta 2 2/3'      | Flöjt 2'            | Crescendosvällare | Trumpet 8' (tr.I)   |        |
| Oktava 2'          | Sesquialtera II     |                   |                     |        |
| Ters 1 3/5' (2004) | Scharf III          |                   |                     |        |
| Mixtur IV          | Trumpet harmonik 8' |                   |                     |        |
| Trumpet 8'         | Oboe 8'             |                   |                     |        |
| Tremulant          | Tremulant           |                   |                     |        |
|                    | Crescendosvällare   |                   |                     |        |

## Galleri

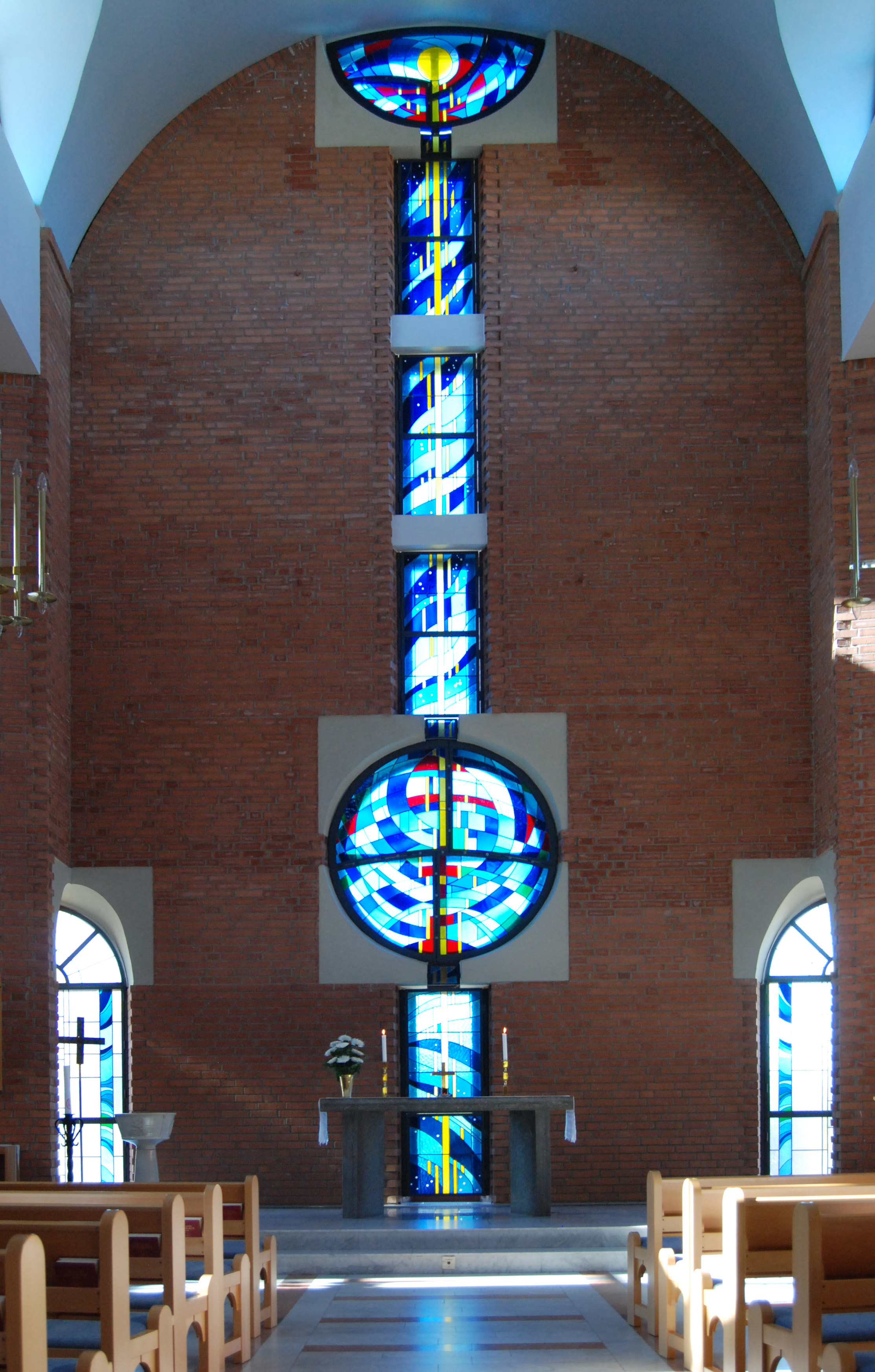
S:t Eskils kyrka, interiör

## Diskografi
- Genom fem sekler : Håkan Martinsson spelar på Menzelorgeln i S:t Eskils kyrka, Haninge . CD. Magic Fields Records MFCD005. 2008.

### Webbkällor
- Österhaninge församling